# Rowing tại Thế vận hội Mùa hè 2016 - Đôi nữ hạng nhẹ mái chèo đôi
Bản mẫu:Rowing tại Thế vận hội Mùa hè 2016 
Nội dung đôi nữ hạng nhẹ mái chèo đôi tại Thế vận hội Mùa hè 2016 ở Rio de Janeiro diễn ra từ ngày 8–12 tháng Tám tại Phá Rodrigo de Freitas.

## Kết quả

### Vòng loại
Hai đội dẫn đầu mỗi lần đấu sẽ lọt vào bán kết, còn lại sẽ thi đấu vòng đấu vớt.

#### Trận thứ 1
| Hạng | Tay chèo                            | Quốc gia   | Thời gian | Ghi chú |
| ---- | ----------------------------------- | ---------- | --------- | ------- |
| 1    | Hoàng Văn Nghi Phan Phi Hồng        | Trung Quốc | 7:00.13   | SA/B    |
| 2    | Anne Lolk Thomsen Juliane Rasmussen | Đan Mạch   | 7:01.84   | SA/B    |
| 3    | Devery Karz Kathleen Bertko         | Hoa Kỳ     | 7:07.37   | R       |
| 4    | Laura Milani Valentina Rodini       | Ý          | 7:09.12   | R       |
| 5    | Charlotte Taylor Katherine Copeland | Anh Quốc   | 7:10.25   | R       |

#### Trận thứ 2
| Hạng | Tay chèo                            | Quốc gia    | Thời gian | Ghi chú |
| ---- | ----------------------------------- | ----------- | --------- | ------- |
| 1    | Ilse Paulis Maaike Head             | Hà Lan      | 6:57.28   | SA/B    |
| 2    | Sophie MacKenzie Julia Edward       | New Zealand | 7:02.01   | SA/B    |
| 3    | Ionela-Livia Lehaci Gianina Beleaga | România     | 7:07.29   | R       |
| 4    | Oishi Ayami Tomita Chiaki           | Nhật Bản    | 7:15.75   | R       |
| 5    | Tạ Thanh Huyền Hồ Thị Lý            | Việt Nam    | 7:29.91   | R       |

#### Trận thứ 3
| Hạng | Tay chèo                            | Quốc gia | Thời gian | Ghi chú |
| ---- | ----------------------------------- | -------- | --------- | ------- |
| 1    | Kirsten McCann Ursula Grobler       | Nam Phi  | 7:07.37   | SA/B    |
| 2    | Claire Lambe Sinéad Lynch           | Ireland  | 7:10.91   | SA/B    |
| 3    | Vanessa Cozzi Fernanda Ferreira     | Brasil   | 7:20.79   | R       |
| 4    | Yislena Hernandez Licet Hernandez   | Cuba     | 7:26.43   | R       |
| 5    | Khadija Krimi Nour El-Houda Ettaieb | Tunisia  | 7:43.33   | R       |

#### Trận thứ 4
| Hạng | Tay chèo                            | Quốc gia  | Thời gian | Ghi chú |
| ---- | ----------------------------------- | --------- | --------- | ------- |
| 1    | Lindsay Jennerich Patricia Obee     | Canada    | 7:03.51   | SA/B    |
| 2    | Weronika Deresz Martyna Mikolajczak | Ba Lan    | 7:05.02   | SA/B    |
| 3    | Fini Sturm Marie-Louise Dräger      | Đức       | 7:11.08   | R       |
| 4    | Josefa Vila Melita Abraham          | Chile     | 7:20.63   | R       |
| 5    | Lý Uyển Hiền Lý Gia Văn             | Hồng Kông | 7:29.87   | R       |

### Vòng đấu vớt
Hai đội đứng đầu mỗi lượt sẽ vào bán kết A/B, còn lại thi đấu bán kết C/D.

#### Vòng đấu vớt 1
| Hạng | Tay chèo                            | Quốc gia  | Thời gian | Ghi chú |
| ---- | ----------------------------------- | --------- | --------- | ------- |
| 1    | Devery Karz Kathleen Bertko         | Hoa Kỳ    | 7:58.90   | SA/B    |
| 2    | Oishi Ayami Tomita Chiaki           | Nhật Bản  | 8:00.50   | SA/B    |
| 3    | Charlotte Taylor Katherine Copeland | Anh Quốc  | 8:05.70   | SC/D    |
| 4    | Josefa Vila Melita Abraham          | Chile     | 8:11.97   | SC/D    |
| 5    | Vanessa Cozzi Fernanda Ferreira     | Brasil    | 8:15.53   | SC/D    |
| 6    | Lý Uyển Hiền Lý Gia Văn             | Hồng Kông | 8:20.96   | SC/D    |

#### Vòng đấu vớt 2
| Hạng | Tay chèo                            | Quốc gia | Thời gian | Ghi chú |
| ---- | ----------------------------------- | -------- | --------- | ------- |
| 1    | Ionela-Livia Lehaci Gianina Beleaga | România  | 8:00.47   | SA/B    |
| 2    | Fini Sturm Marie-Louise Dräger      | Đức      | 8:02.28   | SA/B    |
| 3    | Laura Milani Valentina Rodini       | Ý        | 8:03.03   | SC/D    |
| 4    | Tạ Thanh Huyền Hồ Thị Lý            | Việt Nam | 8:19.79   | SC/D    |
| 5    | Yislena Hernandez Licet Hernandez   | Cuba     | 8:22.05   | SC/D    |
| 6    | Khadija Krimi Nour El-Houda Ettaieb | Tunisia  | 8:33.49   | SC/D    |

### Bán kết C/D
Ba đội xếp đầu mỗi lượt sẽ vào Chung kết C, còn lại vào chung kết D.

#### Bán kết C/D 1
| Hạng | Tay chèo                            | Quốc gia  | Thời gian | Ghi chú |
| ---- | ----------------------------------- | --------- | --------- | ------- |
| 1    | Charlotte Taylor Katherine Copeland | Anh Quốc  | 7:59.11   | FC      |
| 2    | Lý Uyển Hiền Lý Gia Văn             | Hồng Kông | 8:14.17   | FC      |
| 3    | Tạ Thanh Huyền Hồ Thị Lý            | Việt Nam  | 8:18.47   | FC      |
| 4    | Yislena Hernandez Licet Hernandez   | Cuba      | 8:27.44   | FD      |

#### Bán kết C/D 2
| Hạng | Tay chèo                            | Quốc gia | Thời gian | Ghi chú |
| ---- | ----------------------------------- | -------- | --------- | ------- |
| 1    | Laura Milani Valentina Rodini       | Ý        | 8:11.21   | FC      |
| 2    | Vanessa Cozzi Fernanda Ferreira     | Brasil   | 8:14.06   | FC      |
| 3    | Josefa Vila Melita Abraham          | Chile    | 8:20.26   | FC      |
| 4    | Khadija Krimi Nour El-Houda Ettaieb | Tunisia  | 8:29.45   | FD      |

### Bán kết A/B

#### Bán kết A/B 1
Ba đội đứng đầu sẽ vào Chung kết A, còn lại vào Chung kết B.
| Hạng | Tay chèo                            | Quốc gia    | Thời gian | Ghi chú |
| ---- | ----------------------------------- | ----------- | --------- | ------- |
| 1    | Kirsten McCann Ursula Grobler       | Nam Phi     | 7:19.09   | FA      |
| 2    | Sophie MacKenzie Julia Edward       | New Zealand | 7:19.27   | FA      |
| 3    | Hoàng Văn Nghi Phan Phi Hồng        | Trung Quốc  | 7:20.94   | FA      |
| 4    | Ionela-Livia Lehaci Gianina Beleaga | România     | 7:21.38   | FB      |
| 5    | Weronika Deresz Martyna Mikolajczak | Ba Lan      | 7:22.06   | FB      |
| 6    | Oishi Ayami Tomita Chiaki           | Nhật Bản    | 7:46.41   | FB      |

#### Bán kết A/B 2
Ba đội đứng đầu sẽ vào Chung kết A, còn lại vào Chung kết B.
| Hạng | Tay chèo                            | Quốc gia | Thời gian | Ghi chú |
| ---- | ----------------------------------- | -------- | --------- | ------- |
| 1    | Ilse Paulis Maaike Head             | Hà Lan   | 7:13.93   | FA      |
| 2    | Lindsay Jennerich Patricia Obee     | Canada   | 7:16.35   | FA      |
| 3    | Claire Lambe Sinéad Lynch           | Ireland  | 7:18.24   | FA      |
| 4    | Anne Lolk Thomsen Juliane Rasmussen | Đan Mạch | 7:20.29   | FB      |
| 5    | Devery Karz Kathleen Bertko         | Hoa Kỳ   | 7:22.78   | FB      |
| 6    | Fini Sturm Marie-Louise Dräger      | Đức      | 7:33.21   | FB      |

### Chung kết

#### Chung kết D
| Hạng | Tay chèo                            | Quốc gia | Thời gian | Ghi chú |
| ---- | ----------------------------------- | -------- | --------- | ------- |
| 1    | Yislena Hernandez Licet Hernandez   | Cuba     | 7:50.21   |         |
| 2    | Khadija Krimi Nour El-Houda Ettaieb | Tunisia  | 7:56.26   |         |

#### Chung kết C
| Hạng | Tay chèo                            | Quốc gia  | Thời gian | Ghi chú |
| ---- | ----------------------------------- | --------- | --------- | ------- |
| 1    | Laura Milani Valentina Rodini       | Ý         | 7:36.64   |         |
| 2    | Charlotte Taylor Katherine Copeland | Anh Quốc  | 7:37.89   |         |
| 3    | Vanessa Cozzi Fernanda Ferreira     | Brasil    | 7:44.78   |         |
| 4    | Lý Uyển Hiền Lý Gia Văn             | Hồng Kông | 7:46.85   |         |
| 5    | Josefa Vila Melita Abraham          | Chile     | 7:46.99   |         |
| 6    | Tạ Thanh Huyền Hồ Thị Lý            | Việt Nam  | DNS       |         |

#### Chung kết B
| Hạng | Tay chèo                            | Quốc gia | Thời gian | Ghi chú |
| ---- | ----------------------------------- | -------- | --------- | ------- |
| 1    | Weronika Deresz Martyna Mikolajczak | Ba Lan   | 7:24.34   |         |
| 2    | Ionela-Livia Lehaci Gianina Beleaga | România  | 7:24.61   |         |
| 3    | Anne Lolk Thomsen Juliane Rasmussen | Đan Mạch | 7:27.36   |         |
| 4    | Devery Karz Kathleen Bertko         | Hoa Kỳ   | 7:29.96   |         |
| 5    | Fini Sturm Marie-Louise Dräger      | Đức      | 7:32.73   |         |
| 6    | Oishi Ayami Tomita Chiaki           | Nhật Bản | 7:42.87   |         |

#### Chung kết A
| Hạng | Tay chèo                        | Quốc gia    | Thời gian | Ghi chú |
| ---- | ------------------------------- | ----------- | --------- | ------- |
| 1    | Ilse Paulis Maaike Head         | Hà Lan      | 7:04.73   |         |
| 2    | Lindsay Jennerich Patricia Obee | Canada      | 7:05.88   |         |
| 3    | Hoàng Văn Nghi Phan Phi Hồng    | Trung Quốc  | 7:06.49   |         |
| 4    | Sophie MacKenzie Julia Edward   | New Zealand | 7:10.61   |         |
| 5    | Kirsten McCann Ursula Grobler   | Nam Phi     | 7:11.26   |         |
| 6    | Claire Lambe Sinéad Lynch       | Ireland     | 7:13.09   |         |